# ون مانن (دهانه)
ون مانن  یکی از دهانه برخوردی در ماه‌ است.